# (2610) Тува
(2610) Тува (лат. Tuva) — типичный астероид главного пояса, который был открыт 5 сентября 1978 года советским астрономом Николаем Черных в Крымской обсерватории и был назван в честь Тувы, одного из субъектов Российской Федерации в составе Сибирского федерального округа. 

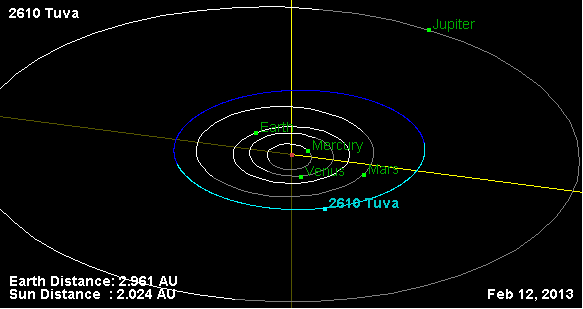
Орбита астероида Тува и его положение в Солнечной системе